# Hamsundpollen
Hamsundpollen er en fjord i Hamarøy kommune i Nordland fylke i Norge som går mod syd fra  Vestfjorden mellem den ydre og den indre del af halvøen Hamarøya. Ordet poll i navnet betyder på norsk en indelukket fjord med en smal munding.
Fjorden er 4,7 kilometer lang fra indløbet mellem Holmneset ved Kyllingmark i vest og Buøya i øst til Hamsund i bunden. Kystlinjen præges af en række mindre vige og sunde, mens selve fjorden har en række øer, holme og skær, hvoraf de største er Buøya, Hovøya, Stor- og Litløya samt Orøya.
Fylkesvej 664 går langs sydvestsiden gennem bebyggelsen Egedalen.